# Élections sénatoriales de 2011 dans les Yvelines
Les élections sénatoriales dans les Yvelines ont lieu le dimanche 25 septembre 2011. Elles ont pour but d'élire les sénateurs représentant le département au Sénat pour un mandat de six années.

## Contexte départemental
Lors des élections sénatoriales du 26 septembre 2004 dans les Yvelines, six sénateurs ont été élus selon un mode de scrutin proportionnel : un UDF (Nicolas About), une du PS (Catherine Tasca) et quatre UMP (Dominique Braye, Bernadette Dupont, Alain Gournac et Adeline Gousseau).
Depuis, tous les effectifs du collège électoral des grands électeurs ont été renouvelés, avec les élections législatives françaises de 2007, les élections régionales françaises de 2010, les élections cantonales de 2008 et 2011 et les élections municipales françaises de 2008.

## Sénateurs sortants
| Sénateur | Sénateur          | Parti | Fonctions lors de l'élection en 2004                                       |
| -------- | ----------------- | ----- | -------------------------------------------------------------------------- |
|          | Catherine Tasca   | PS    | Ancienne ministre                                                          |
|          | Roselle Cros      | MoDem | Conseillère régionale, première adjointe au maire de Saint-Germain-en-Laye |
|          | Dominique Braye   | UMP   | Maire de Buchelay                                                          |
|          | Bernadette Dupont | UMP   |                                                                            |
|          | Alain Gournac     | UMP   | Sénateur sortant, maire du Pecq                                            |
|          | Gérard Larcher    | UMP   | Ministre, ancien sénateur                                                  |

## Présentation des listes et des candidats
Les nouveaux représentants sont élus pour une législature de 6 ans au suffrage universel indirect par les 2772 grands électeurs du département. Dans les Yvelines, les sénateurs sont élus au scrutin proportionnel plurinominal. Leur nombre reste inchangé, 6 sénateurs sont à élire et 8 candidats doivent être présentés sur la liste pour qu'elle soit validée. Chaque liste de candidats est obligatoirement paritaire et alterne entre les hommes et les femmes. 10 listes ont été déposées dans le département. Elles sont présentées ici dans l'ordre de leur dépôt à la préfecture et comportent l'intitulé figurant aux dossiers de candidature.

### Union pour un mouvement populaire
| N° | Candidats | Candidats                 | Parti | Principale fonction                                        |
| -- | --------- | ------------------------- | ----- | ---------------------------------------------------------- |
| 01 |           | Gérard Larcher            | UMP   | Sénateur sortant, président du Sénat, maire de Rambouillet |
| 02 |           | Sophie Primas             | UMP   | Députée, adjointe au maire d'Aubergenville                 |
| 03 |           | Alain Gournac             | UMP   | Sénateur sortant, maire du Pecq                            |
| 04 |           | Marie-Annick Duchêne      | UMP   | Première adjointe au maire de Versailles                   |
| 05 |           | Alain Schmitz             | UMP   | Président du conseil général                               |
| 06 |           | Fabienne Devèze           | UMP   | Maire de Morainvilliers                                    |
| 07 |           | Paul Martinez             | UMP   | Maire de Buchelay                                          |
| 08 |           | Joséphine Kollmannsberger | UMP   | Adjointe au maire de Plaisir                               |

### Divers droite
| N° | Candidats | Candidats           | Parti | Principale fonction                                           |
| -- | --------- | ------------------- | ----- | ------------------------------------------------------------- |
| 01 |           | Philippe Brillault  | CNIP  | Conseiller général, maire du Chesnay                          |
| 02 |           | Nicole Malaquin     | DVD   | Conseillère municipale de Maurepas                            |
| 03 |           | Philippe Pivert     | UMP   | Conseiller général, adjoint au maire de Saint-Germain-en-Laye |
| 04 |           | Sonia Brau          | DVD   | Conseillère municipale de Saint-Cyr-l'École                   |
| 05 |           | Michel Finck        | DVD   |                                                               |
| 06 |           | Héléna Segain       | DVD   | Conseillère municipale d'Aigremont                            |
| 07 |           | Daniel Debus        | DVD   | Conseiller municipal de Poissy                                |
| 08 |           | Brigitte de Gramont | DVD   |                                                               |

### Union centriste
| N° | Candidats | Candidats             | Parti | Principale fonction                                 |
| -- | --------- | --------------------- | ----- | --------------------------------------------------- |
| 01 |           | Roselle Cros          | MoDem | Sénatrice sortante                                  |
| 02 |           | Michel Laugier        | AC    | Maire de Montigny-le-Bretonneux                     |
| 03 |           | Francine Granie       | DVD   | Adjointe au maire de Sartrouville                   |
| 04 |           | Denis Faist           | DVD   | Adjoint au maire d'Andrésy                          |
| 05 |           | Atika Morillon        | MoDem | Adjointe au maire de Mantes-la-Jolie                |
| 06 |           | Alain Bricault        | DVD   | Maire de Beynes                                     |
| 07 |           | Catherine Lasry Belin | DVD   | Adjointe au maire d'Hermeray                        |
| 08 |           | Benjamin Ferniot      | AC    | Conseiller régional, conseiller municipal de Chatou |

### Anticor
| N° | Candidats | Candidats           | Parti | Principale fonction                       |
| -- | --------- | ------------------- | ----- | ----------------------------------------- |
| 01 |           | Jean-Luc Trotignon  | DVG   | Conseiller municipal de Rambouillet       |
| 02 |           | Gabrielle Audefroy  | MoDem |                                           |
| 03 |           | Hubert Souillard    | DVD   |                                           |
| 04 |           | Laetitia Lapersonne | DVG   | Conseillère municipale de Rambouillet     |
| 05 |           | Frank Tizzoni       | DVG   | Conseiller municipal de Neauphle-le-Vieux |
| 06 |           | Nadine Crestel      | DVG   |                                           |
| 07 |           | Nelson de Jésus     | MoDem |                                           |
| 08 |           | Chantal Pernecker   | DVG   | Conseillère municipale de Choisel         |

### Front national
| N° | Candidats | Candidats               | Parti | Principale fonction |
| -- | --------- | ----------------------- | ----- | ------------------- |
| 01 |           | Philippe Chevrier       | FN    |                     |
| 02 |           | Antoinette Martinet     | FN    |                     |
| 03 |           | François Simeoni        | FN    |                     |
| 04 |           | Marie Françoise Lagroua | FN    |                     |
| 05 |           | Dominique Bernard       | FN    |                     |
| 06 |           | Dominique Touly         | FN    |                     |
| 07 |           | Bernard Huet            | FN    |                     |
| 08 |           | Patricia Cote           | FN    |                     |

### Front de gauche
| N° | Candidats | Candidats           | Parti | Principale fonction                   |
| -- | --------- | ------------------- | ----- | ------------------------------------- |
| 01 |           | Jacques Saint-Amaux | PCF   | Conseiller général du canton de Limay |
| 02 |           | Bénédicte Bauret    | FASE  | Adjointe au maire de Mantes-la-Ville  |
| 03 |           | Alain Outreman      | PCF   | Maire d'Achères                       |
| 04 |           | Michèle Valladon    | PCF   | Conseillère municipale de Villepreux  |
| 05 |           | Pierre Sellincourt  | PCF   | Maire de La Verrière                  |
| 06 |           | Florence Bihet      | PCF   |                                       |
| 07 |           | Alain Le Vot        | PCF   |                                       |
| 08 |           | Sylvie Mérillon     | PCF   | Conseillère municipale de Trappes     |

### Parti socialiste - EELV - Parti radical de gauche
| N° | Candidats | Candidats        | Parti | Principale fonction                                   |
| -- | --------- | ---------------- | ----- | ----------------------------------------------------- |
| 01 |           | Catherine Tasca  | PS    | Sénatrice sortante                                    |
| 02 |           | Philippe Esnol   | PS    | Conseiller général, maire de Conflans-Sainte-Honorine |
| 03 |           | Ghislaine Senée  | EELV  | Conseillère régionale, maire d'Évecquemont            |
| 04 |           | Pierre Souin     | PRG   | Maire de Marcq                                        |
| 05 |           | Monique Brochot  | PS    | Maire de Mantes-la-Ville                              |
| 06 |           | Jean-Louis Barth | PS    | Conseiller général, maire d'Ablis                     |
| 07 |           | Jacqueline Penez | PS    | Conseillère municipale de Chatou                      |
| 08 |           | Robert Cadalbert | PS    |                                                       |

### Nouveau Centre
| N° | Candidats | Candidats            | Parti | Principale fonction                         |
| -- | --------- | -------------------- | ----- | ------------------------------------------- |
| 01 |           | André Vanhollebeke   | NC    | Maire de Louveciennes                       |
| 02 |           | Laëtitia Orhand      | NC    | Adjointe au maire d'Orgeval                 |
| 03 |           | Jean-François Tassin | NC    | Adjoint au maire de Maisons-Laffitte        |
| 04 |           | Nadine Lang          | NC    | Adjointe au maire du Vésinet                |
| 05 |           | Jean-Loup Martin     | NC    | Adjoint au maire du Mesnil-le-Roi           |
| 06 |           | Lydie Duchon         | NC    | Conseillère municipale de Saint-Cyr-l'École |
| 07 |           | Lionel Villers       | NC    | Adjoint au maire de Voisins-le-Bretonneux   |
| 08 |           | Tchérylène Mairet    | NC    |                                             |

### Sans étiquette
| N° | Candidats | Candidats         | Parti | Principale fonction                     |
| -- | --------- | ----------------- | ----- | --------------------------------------- |
| 01 |           | Olivier Roussel   | DIV   |                                         |
| 02 |           | Myriam Lefaucheur | DIV   | Conseillère municipale de Perdreauville |
| 03 |           | Olivier Personnic | DIV   |                                         |
| 04 |           | Mariane Muller    | DIV   |                                         |
| 05 |           | Thierry Allemand  | DIV   |                                         |
| 06 |           | Marie Danion      | DIV   |                                         |
| 07 |           | Jean Langelier    | DIV   |                                         |
| 08 |           | Marguerite Gillot | DIV   |                                         |

| N° | Candidats | Candidats             | Parti | Principale fonction |
| -- | --------- | --------------------- | ----- | ------------------- |
| 01 |           | Philippe Gautry       | DIV   |                     |
| 02 |           | Sanaa Alioui          | DIV   |                     |
| 03 |           | Marc Riguidel         | DIV   |                     |
| 04 |           | Lucie Marotte         | DIV   |                     |
| 05 |           | Vitor Marques Péreira | DIV   |                     |
| 06 |           | Louise Roalde         | DIV   |                     |
| 07 |           | Guillaume Sebileau    | DIV   |                     |
| 08 |           | Annette Fort          | DIV   |                     |

## Résultats
| Tête de liste  | Tête de liste       | Liste          | Voix  | %      | Élus |
| -------------- | ------------------- | -------------- | ----- | ------ | ---- |
|                | Gérard Larcher      | UMP            | 1 452 | 53,66  | 4    |
|                | Catherine Tasca     | PS-EELV-PRG    | 708   | 26,16  | 2    |
|                | Jacques Saint-Amaux | PCF-FASE       | 164   | 6,06   |      |
|                | Roselle Cros        | MoDem-AC       | 154   | 5,69   |      |
|                | Philippe Brillault  | CNIP-UMP       | 82    | 3,03   |      |
|                | André Vanhollebeke  | NC             | 55    | 2,03   |      |
|                | Philippe Chevrier   | FN             | 53    | 1,96   |      |
|                | Jean-Luc Trotignon  | MoDem          | 33    | 1,22   |      |
|                | Olivier Roussel     | DIV            | 3     | 0,11   |      |
|                | Philippe Gautry     | DVD            | 2     | 0,07   |      |
|                |                     |                |       |        |      |
| Inscrits       | Inscrits            | Inscrits       | 2 772 | 100,00 |      |
| Abstentions    | Abstentions         | Abstentions    | 38    | 1,37   |      |
| Votants        | Votants             | Votants        | 2 734 | 98,63  |      |
| Blancs et nuls | Blancs et nuls      | Blancs et nuls | 28    | 1,01   |      |
| Exprimés       | Exprimés            | Exprimés       | 2 706 | 97,62  |      |

### Sénateurs élus
| Sénateur | Sénateur             | Parti |
| -------- | -------------------- | ----- |
|          | Catherine Tasca      | PS    |
|          | Philippe Esnol       | PS    |
|          | Sophie Primas        | UMP   |
|          | Alain Gournac        | UMP   |
|          | Marie-Annick Duchêne | UMP   |
|          | Gérard Larcher       | UMP   |